# 누카자와역
누카자와역(일본어: 糠沢駅)은 일본 아키타현 기타아키타시에 위치한 동일본 여객철도 오우 본선의 철도역이다. 상대식 승강장 2면 2선의 구조를 갖춘 지상역이다.

## 타는 곳
| 1 | ■ 오우 본선 | (하행) | 오다테 · 히로사키 방면     |
| 2 | ■ 오우 본선 | (상행) | 히가시노시로 · 아키타 방면 |

## 역 주변
- 국도 제7호선
- 누카자와 진자

## 역사
- 1956년 12월 3일 : 일본국유철도의 역으로서 기타아키타 군 다카노스 촌에 개업.
- 1971년 10월 1일 : 무인화.
- 1987년 4월 1일 : 일본국유철도 분할 민영화에 의해, 동일본 여객철도가 승계.
- 1988년 : 화차를 개조했던 역사로 된다.
- 2009년 7월 1일 : 역사가 쓰즈레코 큰북 모양으로 개축되어 공용 역사가 된다.

## 인접 역
| 동일본 여객철도 오우 본선 | 동일본 여객철도 오우 본선 | 동일본 여객철도 오우 본선 |
| ------------------------- | ------------------------- | ------------------------- |
| 다카노스 요코테 방면      | ■ 보통                    | 하야구치 아오모리 방면    |